# Garrett Erin Reisman
Garrett Erin Reisman (* 10. Februar 1968 in Morristown, New Jersey, USA) ist ein ehemaliger US-amerikanischer Astronaut und mittlerweile Berater der Raumfahrtunternehmen SpaceX und Vast.

## Ausbildung
Reisman schloss 1986 die Parsippany High School in New Jersey ab. Anschließend studierte er an der University of Pennsylvania Wirtschaft und Maschinenbau. In beiden Fachrichtungen erwarb er 1991 einen Bachelor. Danach wechselte er an das California Institute of Technology, wo er sein  Maschinenbaustudium fortsetzte. Dies beendete er 1992 mit einem Master und 1997 mit einer Promotion.

## Vor der NASA
Von 1996 bis 1998 arbeitete Reisman beim Raumfahrtunternehmen TRW in Redondo Beach. Unter anderem arbeitete er am Lageregelungssystem des Satelliten Aqua.

## Astronautentätigkeit
Im Juni 1998 wurde Reismann als Astronautenkandidat von der NASA ausgewählt. Danach folgte die Einteilung für die Langzeitbesatzung ISS-Expedition 16 zur Internationalen Raumstation.

### NEEMO 5
Im Juni 2003 war Dr. Reisman als Aquanaut bei der NEEMO-5-Mission im Aquarius Unterwasserlaboratoriums und arbeitete dort 14 Tage.

### ISS-Expedition 16
Am 11. März 2008 startete er mit STS-123 zur Internationalen Raumstation, die einen Teil des japanischen Kibō-Moduls und die kanadische Roboterhand Dextre zur ISS brachte. Nach der Kopplung löste er Léopold Eyharts als zweiten Flugingenieur der 16. Langzeitbesatzung ab. Mit Ankunft der STS-124-Mission am 2. Juni 2008 übernahm schließlich sein US-Kollege Gregory Chamitoff die Aufgabe des zweiten Flugingenieurs auf der ISS, so dass er am 14. Juni 2008 wieder sicher zur Erde zurückkehren konnte.

### STS-132
Am 6. Mai 2009 wurde Reisman als Missionsspezialist für die Mission STS-132 nominiert. Dies war der vorletzte Flug der Raumfähre Atlantis. Der Start erfolgte am 14. Mai 2010. Reisman führte zwei Außenbordeinsätze durch: einen am 17. Mai mit Stephen Bowen, den anderen am 21. Mai mit Michael Timothy Good.

## Nach der NASA
Im März 2011 wechselte Reisman zum US-Raumfahrtunternehmen SpaceX und arbeitete dort daran, die Rakete Falcon 9 und das Raumschiff Dragon sicher genug für bemannte Einsätze zu gestalten. Reisman war Director of Space Operations, als er SpaceX 2019 verließ. Ab 2018 unterrichtete er an der USC Viterbi School of Engineering der University of Southern California.
Am 11. Juli 2023 gab das Raumfahrtunternehmen Vast, das sich auf die Entwicklung von Raumstationen mit künstlicher Gravitation konzentriert, bekannt, dass Reisman dort die Funktion des Beraters für bemannte Raumfahrt übernimmt. Er ist jedoch weiterhin bei SpaceX, das mit Vast kooperiert, tätig und unterrichtet bei der USC.